# Душан Ковачевич
Душан Ковачевич (серб. Душан Ковачевић, Dušan Kovačević; нар. 12 липня 1948, Мрдженовац, Воєводина, Сербія) — сербський драматург, режисер, художній керівник белградського театру Звездара. Також був послом Сербії в Португалії.

## Життєпис
Закінчив гімназію у місті Новий Сад і отримав ступінь бакалавра з драматургії.
1973 року закінчив Белградський університет.
Від 1973 року впродовж п'яти років працював драматургом телерадіокомпанії «Белград».
Від 1998 року є художнім керівником театру «Звездара».
Є сценаристом фільму режисера Емира Кустуриці «Андеґраунд» (1995).
2003 року зняв свій перший фільм, «Професионалац» («Професіонал») як режисер.
Його донька Лена Ковачевич — відома джазова співачка.
Плодотворна робота Ковачевича добре відома і популярна в Сербії. Його комедії були перекладені 17 мовами, але до середини 1990-х його твори не були доступними англійською мовою.
Одну з його п'єс «Балканський шпигун» репетирували в Пекіні під час подій на Площі Тяньаньмень, але китайська влада заборонила її.
Названий роялістом, Душан Ковачевич є членом Коронної ради Олександра Карагеоргієвича.
Викладає на Факультеті драматичного мистецтва Університету мистецтв.
Він також є членом Сербської академії наук і мистецтв.
2020 року він був нагороджений орденом Сретеньє першого ступеня Республіки Сербія за досягнення в галузі культури.

## Твори
- «Марафонці біжать коло пошани» (1972),
- «Радован III» (1973),
- «Весна в січні» (1977),
- «Космічний дракон» (1977),
- «Освітлення в селі» (1978),
- «Хто там співає» (1980),
- «Колекційний центр» (1982),
- «Балканський шпигун» (1983),
- «Святий Георгій вбиває дракона» (1984),
- «Клаустрофобічна комедія» (1987),
- «Професіонал» (1990),
- «Смішна трагедія» (1991),
- «Ларрі Томпсон, трагедія юності» (1996),
- «П'ятизірковий контейнер» (1999),
- «Доктор Шустер» (2000),
- «20 сербських дивізій» (2008),
- «Генеральна спроба самогубства» (2010),
- «Життя в тісному взутті» (2011),
- «Перевтілення» (2011),
- «Куми» (2013),
- «День народження пана Нушича» (2014),
- «Гіпноз одного кохання» (2016)

## Фільми
- «Хто там співає?» (1980) — сценарист
- «Андеґраунд» (1995) — сценарист
- «Професіонал» (2003) — режисер і сценарист